# Reto Caratsch
Reto Caratsch (* 6. Mai 1901 in Turin; † 20. Oktober 1978 in Zürich) war ein Schweizer Jurist, Journalist und Schriftsteller.

## Leben
Reto Caratsch wurde in Turin geboren, seine Eltern waren Flori Caratsch und Luigia Robbi. Er besuchte die Bündner Kantonsschule in Chur und studierte in Genf sowie in Rom und Zürich Jurisprudenz. 1925 begann er, für die NZZ zu arbeiten. Seine Tätigkeitsorte waren Bern, Berlin, Basel und Paris. 1932 heiratete er Irma Pidermann. Während seiner Zeit in Berlin wurde im Jahre 1936 sein Sohn Claudio Caratsch geboren, der später Botschafter der Schweiz in diversen afrikanischen Staaten und Mitarbeiter des IKRK war. Aufgrund seiner kritischen Artikel wurde Caratsch von der Gestapo bespitzelt. Zu deren Verdruss verständigt er sich mit der Redaktion in Zürich vorzugsweise auf Rätoromanisch und erschwerte dadurch die Arbeit seiner Überwacher beträchtlich. 1940 wies das Naziregime ihn aus Deutschland aus, er kehrte in die Schweiz zurück. Der deutschfreundliche Botschafter der Schweiz in Berlin, Hans Frölicher, begrüsste diesen Entscheid und merkte an, dass die NZZ ihn besser schon früher zurückgezogen hätte, da heute (1940) freundlich und nicht kritisch über Nazi-Deutschland berichtet werden müsse.
Sein Nachlass wird seit 2004 im Schweizerischen Literaturarchiv in Bern verwahrt.

## Werke
Caratsch ist Verfasser der Satire La renaschentscha dals Patagons. Diese handelt – in nur sehr oberflächlich verschlüsselter Form – von den Patagonen (den Rätoromanen) und ihrer sogenannten kulturellen und sprachlichen Wiedergeburt. Später verfasste er auch Kriminalromane (Il commissari da la cravatta verda). 